# Element of Crime

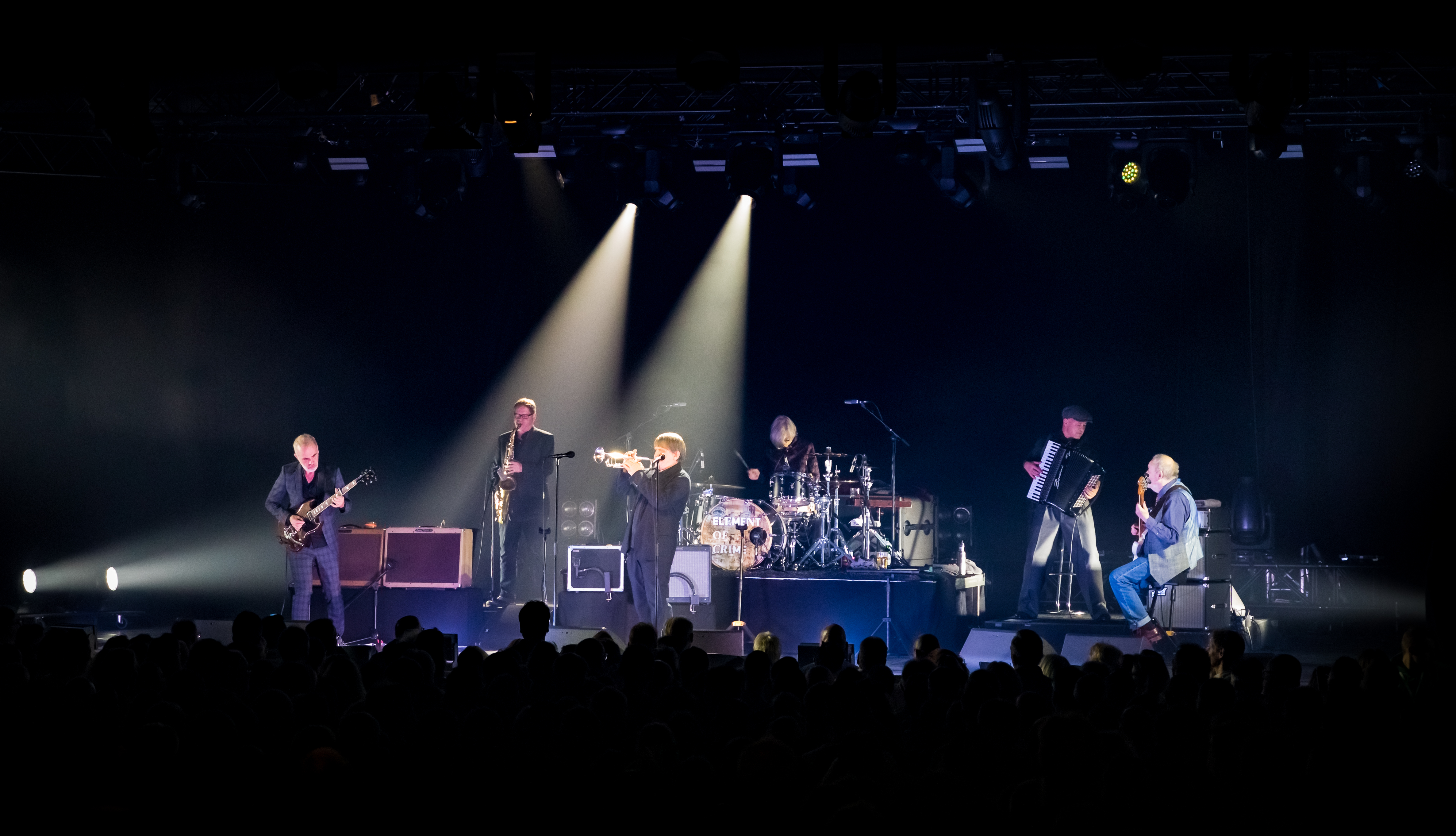
Element of Crime live bei den Leverkusener Jazztagen 2019

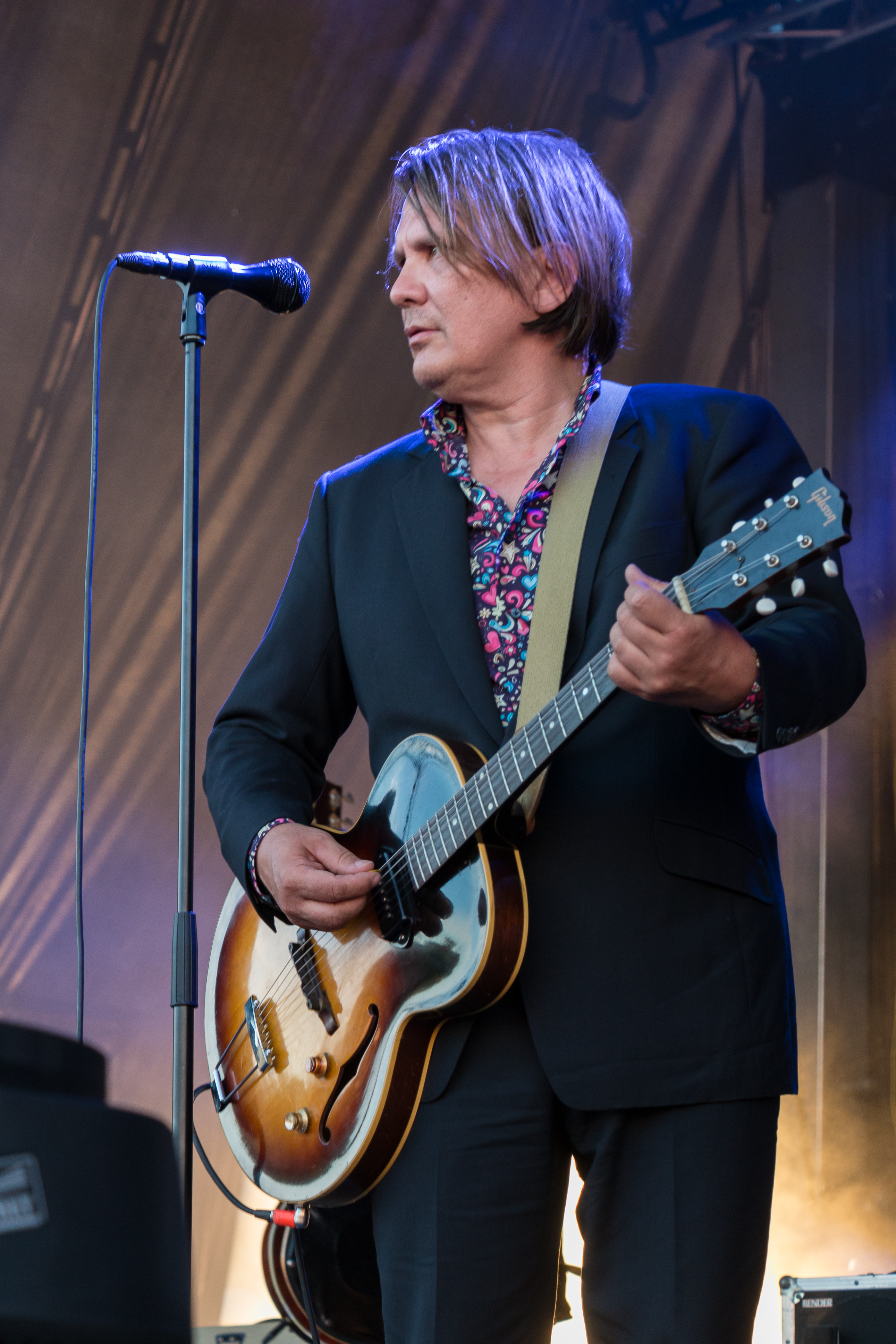
Bandgründer und Sänger Sven Regener

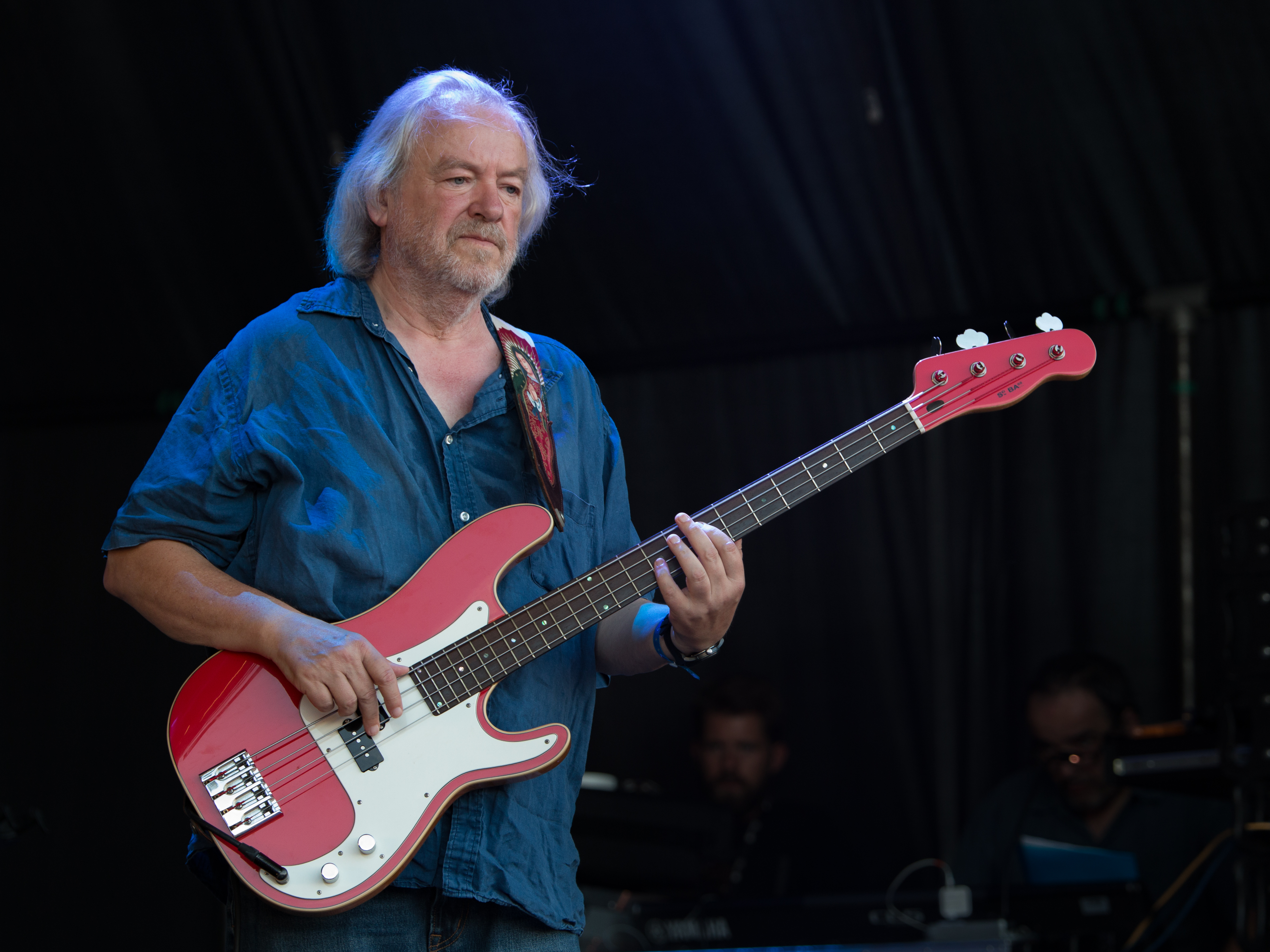
Bassist David Young

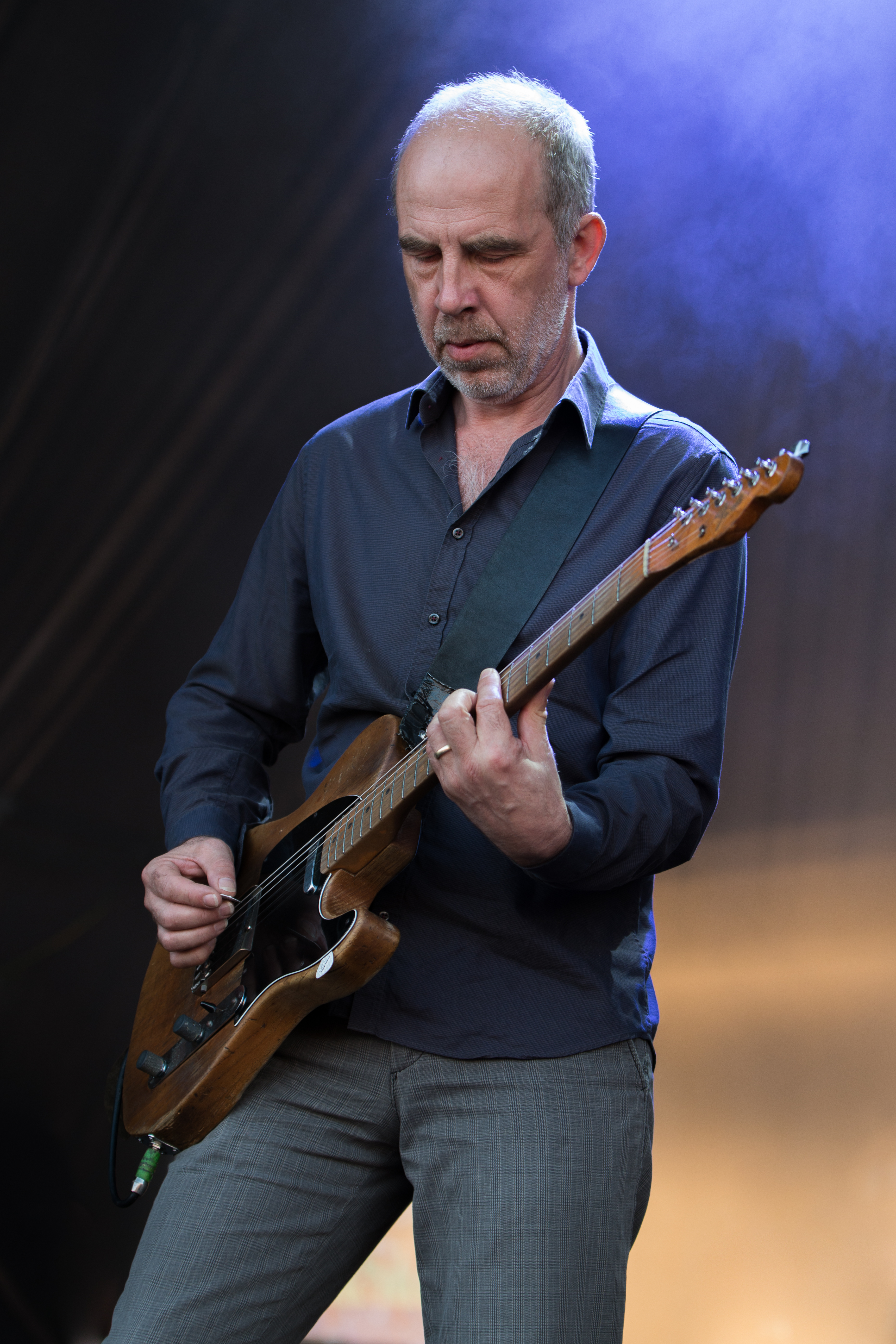
Bandgründer und Gitarrist Jakob Ilja

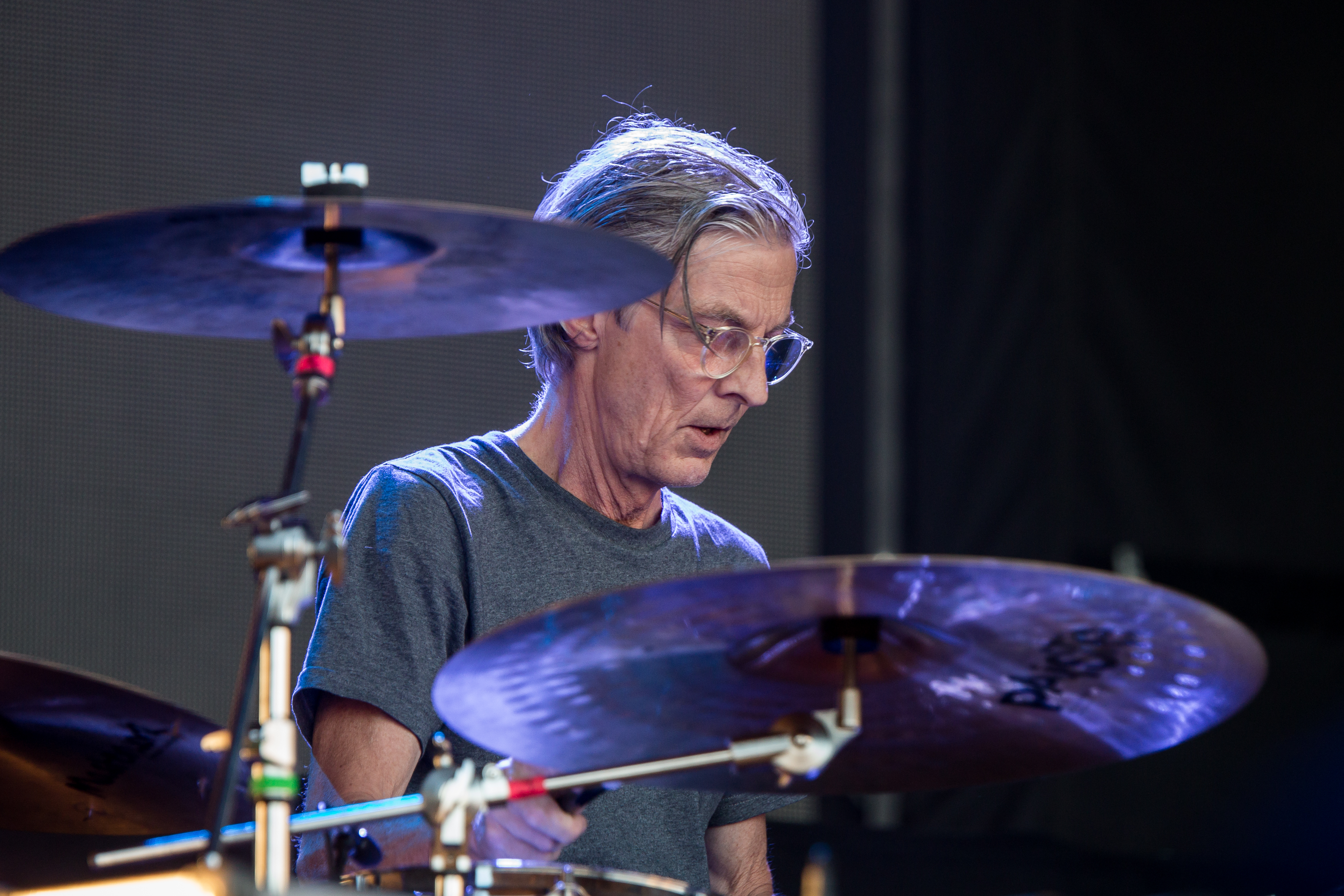
Schlagzeuger Richard Pappik

Element of Crime ist eine deutsche Rockband, die melancholisch-chansoneske Pop- und Rockmusik spielt.

## Bandgeschichte
Gegründet wurde die Band 1985 von dem gebürtigen Bremer Sven Regener, der später als Autor des Buchs Herr Lehmann und als Drehbuchautor des gleichnamigen Kinofilms bekannt wurde. Regener singt und spielt Gitarre, Trompete und Klavier. Der Bandname ist dem gleichnamigen Titel eines Films von Lars von Trier entliehen.
Ein weiteres, bis heute in der Band aktives Gründungsmitglied ist der Gitarrist Jakob Friderichs (alias Jakob Ilja, geb. 1959). Er lernte Regener noch bei ihrer gemeinsamen Funkband ‚Neue Liebe‘ kennen. Zur Urbesetzung gehörte außerdem der Bassist Paul Lukas alias Veto. Der Schlagzeuger Uwe Bauer und der Saxophonist Jürgen Fabritius verließen die Band bereits 1986. Neuer Schlagzeuger wurde Richard Pappik.
Erste Erfolge stellten sich 1987 ein; das von John Cale produzierte Album Try to be Mensch wurde über 10.000 Mal verkauft. Zudem fand die erste große Tour außerhalb Berlins statt.
Am 17. Oktober 1987 kam es bei einem inoffiziellen Auftritt vor 2000 Zuhörern in der überfüllten Ost-Berliner Zionskirche in Prenzlauer Berg nach dem Konzert zu Übergriffen rechtsextremer Skinheads auf das Publikum (siehe Überfall auf die Zionskirche).
Wenig erfolgreich blieben 1989 die Adaptionen mehrerer Lieder von Kurt Weill beim Festival de la Bâtie. Auch insgesamt schien die Erfolgszeit von Element of Crime zu Ende zu sein. Da man sich aus finanziellen Gründen eine schöpferische Pause nicht leisten konnte, entschied man sich für eine Reform: Die Texte von Element of Crime wurden ausschließlich deutschsprachig. So erschien 1991 mit Damals hinterm Mond das erste komplett deutschsprachige Album. 1992 spielten Element of Crime im Vorprogramm bei Herbert Grönemeyer auf etwa der Hälfte seiner Tournee.
1993 landete mit Weißes Papier zum ersten Mal ein Element-of-Crime-Album in den Charts. David Young (1949–2022), der als Toningenieur und Produzent bereits seit 1988 die Alben der Band aufnahm, begleitete sie fortan als Gitarrist und später als Bassist bei Liveauftritten. David Young starb am 31. August 2022.
1995 trennten sich Element of Crime von ihrem Bassisten Paul Lukas; an seine Stelle trat Christian Hartje. 1996 entstand Die Schönen Rosen, eine Platte, die mit ihrem kargen Sound und etwas sprödem Charme eher an die frühen, englischen Werke der Gruppe anknüpfte. Das Album teilte den Erfolg seiner Vorgänger und stieg nach seiner Veröffentlichung im Herbst 1996 auf Platz 24 in die deutschen Album-Charts ein.
Im Frühjahr 1998 begannen Element of Crime mit dem Schreiben neuer Lieder und nahmen diese auch sofort nach ihrer jeweiligen Entstehung auf. So entstand im Laufe des Jahres während einer ganzen Reihe viertägiger Sessions das Album Psycho, das im Frühjahr 1999 erschien.
Im Anschluss daran begannen sich die Bandmitglieder in Nebenprojekten zu engagieren. Jakob Ilja war bei den ‚17 Hippies‘ und ‚Das dreckige Dutzend‘ aktiv, Richard Pappik komponierte Kindermusik. Christian Hartje und Sven Regener waren Gastmusiker bei ‚Das Holz‘.
In den Jahren 2000 und 2001 experimentierte die Band an neuen Wegen und arbeitete für Leander Haußmann (Sonnenallee, Peter Pan, Herr Lehmann) im Bereich Theater- und Filmmusik.
Im November 2001 erschien Romantik, das sich lange in den Charts hielt. Eher ungewöhnlich für Element of Crime waren die Auftritte bei Rock am Ring und Rock im Park im Jahr 2002. Im selben Jahr verließ Hartje die Band und David Young wurde ihr Bassist.
Am 30. September 2005 erschien das Album Mittelpunkt der Welt, das auf Platz 7 der Albumcharts einstieg. Die bereits am 12. September 2005 veröffentlichte Single Delmenhorst brachte der Band die erste Platzierung in den deutschen Single-Charts ein: Sie rangierte vier Wochen unter den Top 100 (Platz 402 in der Jahresauswertung).
Nach einer ausgedehnten Tour zu Mittelpunkt der Welt und einer anschließenden Schaffenspause kehrten Element of Crime im August 2008 mit der Veröffentlichung von sieben neuen Songs (darunter drei instrumentale Stücke) im Soundtrack des Leander-Haußmann-Films Robert Zimmermann wundert sich über die Liebe zurück. Dies brachte der Band 2009 eine Nominierung für den Deutschen Filmpreis in der Kategorie Beste Filmmusik ein. Als limitierte Vinylsingle erschien zudem der Song Ein Hotdog unten am Hafen.
Am 18. September 2009 erschien das neue Album Immer da wo du bist bin ich nie, das auf Platz 2 der offiziellen Media-Control-Charts einstieg, die höchste Platzierung in der Bandgeschichte. Im Sommer davor hatten Element of Crime einige Konzerte gespielt. Von ihrem Auftritt bei Inas Nacht am 19. November 2009 wurde ihr Lied Am Ende denk ich immer nur an dich zusammen mit neun weiteren Gastauftritten auf der Bonus-CD Inas kleine Nachtmusik mit Ina Müllers Album Ich bin die veröffentlicht.
Anfang 2010 absolvierte die Band eine Tour durch Deutschland, Österreich und die Schweiz. Im August 2010 erhielten Element of Crime für ihr Album Immer da wo du bist bin ich nie ihre erste Goldene Schallplatte. Fremde Federn ist der Titel der im November 2010 bei Universal erschienenen CD, die eine Sammlung von Coverversionen enthält, die die Band im Laufe der Jahre eingespielt hat. Am 26. September 2014 erschien ihr neues Album Lieblingsfarben und Tiere. Im Januar 2015 hatte die Band einen Auftritt im Tatort Der irre Iwan. Seit Frühjahr 2017 arbeitete die Band am Nachfolgealbum von Lieblingsfarben und Tiere. Nachdem die Band bis in den Spätsommer 2017 Konzerte im Rahmen der Veröffentlichung dieses Albums gespielt hatte, wurde im Juni 2018 das neue Album für den Oktober desselben Jahres angekündigt. Bereits auf den Konzerten im Sommer 2017 sowie Auftritten im Frühjahr 2018 – so spielte die Band im Mai 2018 in der Hamburger Elbphilharmonie – wurden zwei bis dato unveröffentlichte Stücke des anstehenden Albums präsentiert, das inzwischen unter dem Titel Schafe, Monster und Mäuse erschienen ist. Im September 2022 verstarb der langjährige Bassist David Young, der die Band wenige Wochen zuvor aus gesundheitlichen Gründen verlassen hatte. Im Februar 2023 erschien Unscharf mit Katze als Vorabsingle des angekündigten Albums Morgens um vier, das am 6. April 2023 erschien.

## Diskografie

### Studioalben
| Jahr | Titel                           | Höchstplatzierung, Gesamtwochen, AuszeichnungChartplatzierungen (Jahr, Titel, Platzierungen, Wochen, Auszeichnungen, Anmerkungen) | Höchstplatzierung, Gesamtwochen, AuszeichnungChartplatzierungen (Jahr, Titel, Platzierungen, Wochen, Auszeichnungen, Anmerkungen) | Höchstplatzierung, Gesamtwochen, AuszeichnungChartplatzierungen (Jahr, Titel, Platzierungen, Wochen, Auszeichnungen, Anmerkungen) | Anmerkungen                                                  |
| Jahr | Titel                           | DE | AT | CH | Anmerkungen                                                  |
| ---- | ------------------------------- | --- | --- | --- | ------------------------------------------------------------ |
| 1986 | Basically Sad                   | — | — | — | Erstveröffentlichung: 1986                                   |
| 1987 | Try to Be Mensch                | — | — | — | Erstveröffentlichung: 23. März 1987                          |
| 1988 | Freedom, Love & Happiness       | — | — | — | Erstveröffentlichung: 28. April 1988                         |
| 1989 | The Ballad of Jimmy & Johnny    | — | — | — | Erstveröffentlichung: 24. August 1989                        |
| 1991 | Damals hinterm Mond             | — | — | — | Erstveröffentlichung: 21. August 1991                        |
| 1993 | Weißes Papier                   | DE13 a (15 Wo.)DE | — | CH30 (6 Wo.)CH | Erstveröffentlichung: 22. Januar 1993                        |
| 1994 | An einem Sonntag im April       | DE23 (12 Wo.)DE | — | CH35 (3 Wo.)CH | Erstveröffentlichung: 30. März 1994                          |
| 1996 | Die schönen Rosen               | DE24 (8 Wo.)DE | — | — | Erstveröffentlichung: 16. September 1996                     |
| 1999 | Psycho                          | DE11 (6 Wo.)DE | AT48 (1 Wo.)AT | — | Erstveröffentlichung: 8. März 1999                           |
| 2001 | Romantik                        | DE19 (10 Wo.)DE | AT51 (2 Wo.)AT | — | Erstveröffentlichung: 19. November 2001                      |
| 2005 | Mittelpunkt der Welt            | DE7 Gold · (18 Wo.)DE | AT14 (5 Wo.)AT | CH75 (4 Wo.)CH | Erstveröffentlichung: 30. September 2005 Verkäufe: + 100.000 |
| 2009 | Immer da wo du bist bin ich nie | DE2 Gold · (23 Wo.)DE | AT6 (9 Wo.)AT | CH22 (2 Wo.)CH | Erstveröffentlichung: 18. September 2009 Verkäufe: + 100.000 |
| 2014 | Lieblingsfarben und Tiere       | DE3 Gold · (24 Wo.)DE | AT1 (12 Wo.)AT | CH14 (4 Wo.)CH | Erstveröffentlichung: 26. September 2014 Verkäufe: + 100.000 |
| 2018 | Schafe, Monster und Mäuse       | DE2 (19 Wo.)DE | AT5 (11 Wo.)AT | CH6 (6 Wo.)CH | Erstveröffentlichung: 5. Oktober 2018                        |
| 2023 | Morgens um vier                 | DE2 (9 Wo.)DE | AT2 (4 Wo.)AT | CH8 (4 Wo.)CH | Erstveröffentlichung: 6. April 2023                          |

### Livealben
| Jahr | Titel                                         | Höchstplatzierung, Gesamtwochen, AuszeichnungChartplatzierungen (Jahr, Titel, Platzierungen, Wochen, Auszeichnungen, Anmerkungen) | Höchstplatzierung, Gesamtwochen, AuszeichnungChartplatzierungen (Jahr, Titel, Platzierungen, Wochen, Auszeichnungen, Anmerkungen) | Höchstplatzierung, Gesamtwochen, AuszeichnungChartplatzierungen (Jahr, Titel, Platzierungen, Wochen, Auszeichnungen, Anmerkungen) | Anmerkungen                              |
| Jahr | Titel                                         | DE | AT | CH | Anmerkungen                              |
| ---- | --------------------------------------------- | --- | --- | --- | ---------------------------------------- |
| 2013 | Bluebird Tapes (Lido, Berlin; 23. April 2013) | — | AT46 (1 Wo.)AT | — | Erstveröffentlichung: 11. Oktober 2019   |
| 2019 | Live im Tempodrom                             | DE5 (5 Wo.)DE | AT15 (2 Wo.)AT | CH48 (1 Wo.)CH | Erstveröffentlichung: 11. Oktober 2019   |
| 2024 | Wenn es dunkel und kalt wird in Berlin        | DE2 (3 Wo.)DE | AT5 (1 Wo.)AT | CH47 (1 Wo.)CH | Erstveröffentlichung: 27. September 2024 |

Weitere Livealben
- 1990: Live: Crime Pays
- 2006: Das Köln Konzert
- 2006: Das Berlin Konzert
- 2010: Bluebird Tapes (Pier 2, Bremen; 6. Februar 2010)
- 2010: Bluebird Tapes (Gasometer, Wien; 9. Februar 2010)
- 2013: Bluebird Tapes (Fondation Beyeler, Riehen bei Basel; 16. Juni 2013)
- 2015: Bluebird Tapes (Jahrhunderthalle, Bochum; 4. März 2015)

### Sondereditionen
- 1993: Dicte-moi ta loi (limitierte internationale Version von Weißes Papier, Auflage: 2000 Stück)

### Kompilationen
| Jahr | Titel         | Höchstplatzierung, Gesamtwochen, AuszeichnungChartplatzierungen (Jahr, Titel, Platzierungen, Wochen, Auszeichnungen, Anmerkungen) | Höchstplatzierung, Gesamtwochen, AuszeichnungChartplatzierungen (Jahr, Titel, Platzierungen, Wochen, Auszeichnungen, Anmerkungen) | Höchstplatzierung, Gesamtwochen, AuszeichnungChartplatzierungen (Jahr, Titel, Platzierungen, Wochen, Auszeichnungen, Anmerkungen) | Anmerkungen                             |
| Jahr | Titel         | DE | AT | CH | Anmerkungen                             |
| ---- | ------------- | --- | --- | --- | --------------------------------------- |
| 2010 | Fremde Federn | DE28 (7 Wo.)DE | AT20 (4 Wo.)AT | CH61 (1 Wo.)CH | Erstveröffentlichung: 19. November 2010 |
| 2021 | 1994 – 2010   | DE39 (1 Wo.)DE | — | — | Erstveröffentlichung: 17. Dezember 2021 |

Weitere Kompilationen
- 2002: 1985–1990
- 2002: 1991–1996
- 2015: Essentials

### Singles
| Jahr | Titel Album                                | Höchstplatzierung, Gesamtwochen, AuszeichnungChartsChartplatzierungen (Jahr, Titel, Album, Platzierungen, Wochen, Auszeichnungen, Anmerkungen) | Anmerkungen                              |
| Jahr | Titel Album                                | DE | Anmerkungen                              |
| ---- | ------------------------------------------ | --- | ---------------------------------------- |
| 2005 | Delmenhorst Mittelpunkt der Welt           | DE52 (6 Wo.)DE | Erstveröffentlichung: 12. September 2005 |
| 2006 | Straßenbahn des Todes Mittelpunkt der Welt | DE67 (3 Wo.)DE | Erstveröffentlichung: 17. Februar 2006   |
| 2014 | Lieblingsfarben und Tiere                  | DE75 (1 Wo.)DE | Erstveröffentlichung: 29. August 2014    |

Weitere Singles
- 1987: Something Was Wrong
- 1987: Nervous and Blue
- 1988: Long Long Summer
- 1988: Murder in Your Eyes
- 1989: The Ballad of Jimmy and Johnny (Promo-Single)
- 1990: Satellite Town
- 1990: Surabaya Johnny (Live)
- 1991: Mach das Licht aus, wenn Du gehst
- 1992: Damals hinterm Mond
- 1992: Blaulicht und Zwielicht
- 1993: Immer unter Strom
- 1993: Schwere See
- 1993: Sperr mich ein
- 1993: Mehr als sie erlaubt
- 1994: An einem Sonntag im April
- 1994: Mein dein Tag
- 1996: Die schönen Rosen
- 1996: Wenn der Morgen graut
- 1998: Element of Crime Playing the Fantastic Bee Gees Classic
- 1999: Jung und schön (Promo-Single)
- 1999: Du hast mir gesagt
- 1999: Michaela sagt
- 2000: Irgendwo im Nirgendwo
- 2001: Seit der Himmel (Promo-Single)
- 2001: Die Hoffnung, die du bringst (Promo-Single)
- 2005: Nur mit Dir 2005 (Promo-Single)
- 2008: Ein Hotdog unten am Hafen
- 2009: Immer da wo du bist bin ich nie
- 2009: Am Ende denk ich immer nur an dich
- 2010: Der weiße Hai
- 2014: Liebe ist kälter als der Tod

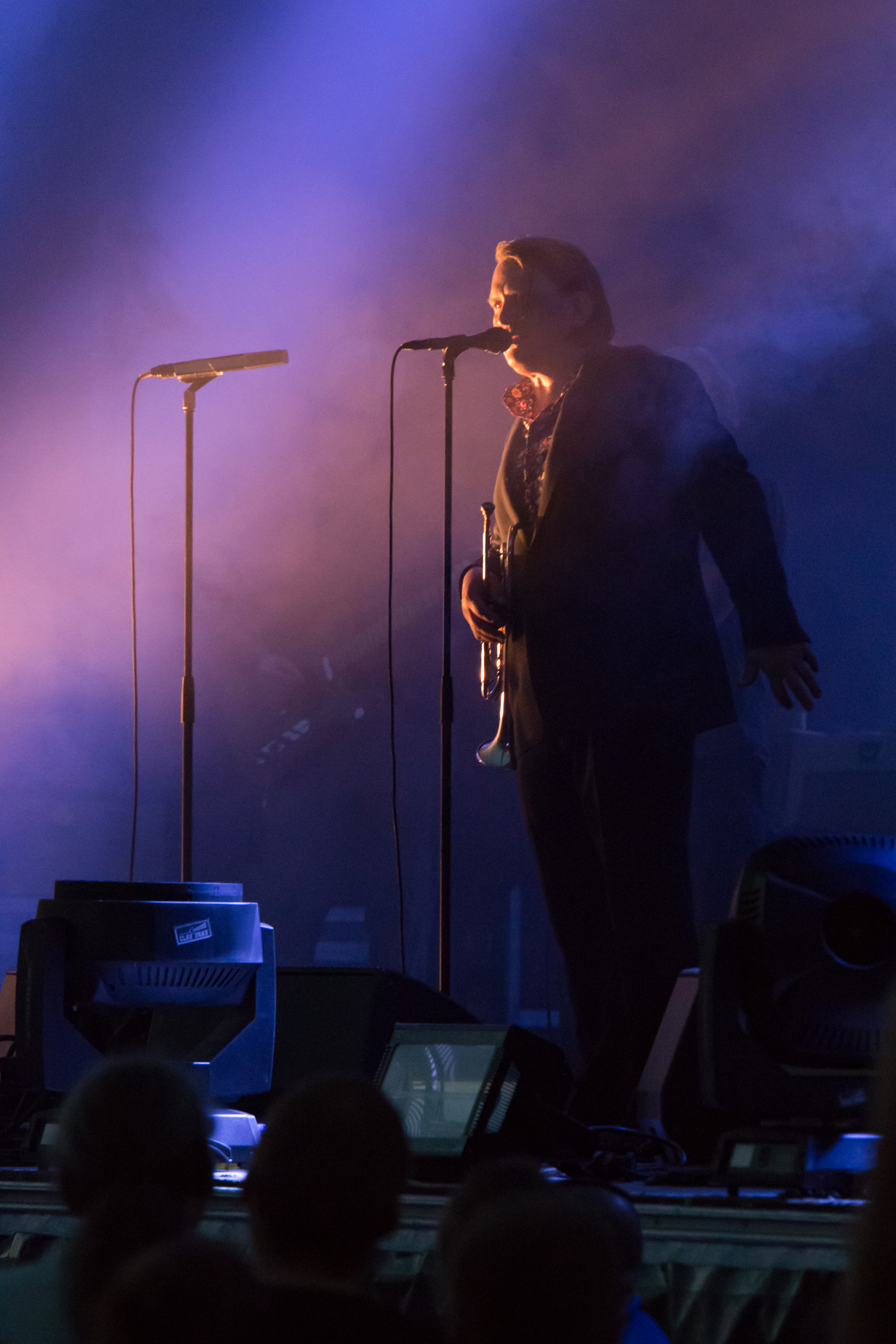
Auf dem Folklore-Festival in Wiesbaden

- 2018: Weihnachten
- 2023: Unscharf mit Katze

### Sampler- und Soundtrack-Beiträge
- Heimweh (Freddy-Quinn-Cover) auf dem Soundtrack von Die fetten Jahre sind vorbei (2004)
- Leider nur ein Vakuum (Udo-Lindenberg-Cover) auf Hut ab! Hommage an Udo Lindenberg
- Gimme Gimme Shock treatment (Ramones-Cover) auf CD-Beilage Tribute to Ramones des Musikexpress (Ausgabe 1214)
- Auf der Espressomaschine (Franz-Josef-Degenhardt-Cover) auf The Return of the Furious Swampriders
- Motorcycle Song (Arlo-Guthrie-Cover) auf Furious Swampriders
- Nervous and Blue auf dem Soundtrack Herr Lehmann
- My Bonnie Is over the Ocean und It’s all over now, Baby Blue (Bob-Dylan-Cover) auf dem Soundtrack NVA (2005) sowie der Single zu Straßenbahn des Todes
- Und du wartest und Wenn der Morgen graut Sex II. Sibylle Berg, Audio-CD, Reclam, Leipzig (1999), ISBN 3-379-00771-4.
- Kavallerie auf dem (auf Tonträger unveröffentlichten) Soundtrack zu Immer nie am Meer
- Sieben Songs auf dem Soundtrack zu Robert Zimmermann wundert sich über die Liebe (2008)
- She Brings the Rain (Can-Cover) auf der CD-Beilage des Rolling Stone Magazin  (Jubiläums-Ausgabe 10/2009)
- I Started a Joke, Bee-Gees-Cover auf We love the Bee Gees, BMG 74321-51311-2. (1997)

## Coverversionen
Die Sängerin MI-JA Aga (Agnieszka Zgrzywa) veröffentlichte im September 2023 unter dem Titel To Wszystko Bierzemy (Das alles kommt mit) elf Songs von Element of Crime, die sie auf Polnisch sang.
Der deutsche Künstler Konnie in Heaven veröffentlichte mehrere Coverversionen von Songs der Band, darunter Sperr mich ein, Wenn der Winter kommt  und Ferien von Dir. Seine Coverversion von Delmenhorst mit dem Titel Berlin-Marzahn wurde von der Berliner Morgenpost im Jahr 2016 gelistet unter den sogenannten schrägsten Berliner Stadtteil-Hymnen.